# Gadot
Gadot (hebrejsky גָּדוֹת, doslova „Břehy“, anglicky Gadot) je vesnice typu kibuc v Izraeli, v Severním distriktu, v Oblastní radě ha-Galil ha-Eljon (Horní Galilea).

## Geografie
Leží v nadmořské výšce 103 metrů v Chulském údolí v Horní Galileji, nedaleko horního toku řeky Jordán a cca 13 kilometrů severně od břehů Galilejského jezera.
Vesnice se nachází cca 26 kilometrů severovýchodně od Tiberiasu, cca 130 kilometrů severovýchodně od centra Tel Avivu a cca 63 kilometrů severovýchodně od centra Haify. Je situována v zemědělsky intenzivně využívaném pásu. Gadot obývají Židé, přičemž osídlení v tomto regionu je většinově židovské. Výjimkou je město Tuba-Zangarija cca 6 kilometrů jihozápadním směrem, které obývají izraelští Arabové, respektive potomci Beduínů.
Gadot je na dopravní síť napojen pomocí dálnice číslo 91, která spojuje Horní Galileu s Golanskými výšinami. Přes řeku Jordán tato komunikace vede po mostu Bnot Ja'akov. Z této hlavní silnice odbočuje u Gadot lokální silnice číslo 918, která sleduje tok řeky Jordán směrem k severu přes most Pkak. Asi 2 km jižně odsud jsou zbytky křižácké pevnosti Chastelet.

## Dějiny
Gadot byl založen v roce 1949. Obec vznikla zčásti na pozemcích vysídlené arabské vesnice Kirad al-Bakkara, která stávala až do roku 1948 cca 1,5 kilometru západně od nynějšího kibucu. Kirad al-Bakkara měla roku 1931 245 obyvatel. V roce 1945 zde žilo 360 a roku 1948 418 lidí. Tato arabská vesnice byla v květnu 1948, v počáteční fázi války za nezávislost dobyta jednotkami Palmach v rámci Operace Jiftach a její obyvatelé vesnici opustili. Zástavba vesnice byla zcela zbořena.
Během války za nezávislost probíhaly v oblasti těžké boje mezi izraelskou a syrskou armádou. Syřané zde vytvořili nevelké předpolí na západ od řeky Jordán a zničili zdejší vesnici Mišmar ha-Jarden (nezaměňovat s nynějším mošavem, který stojí o něco dále k západu). Na místě této původní zničené a již neobnovené vesnice Mišmar ha-Jarden se pak v roce 1949 usadila skupina mladých židovských osadníků a založila zde kibuc Gadot. V prvním roce sídlili v opuštěné policejní budově u řeky Jordánu, roku 1950 se přesunuli do domů na nynějším místě. Vesnice zpočátku čelila ekonomickým potížím a roku 1953 zde zůstávalo jen 27 stálých obyvatel. Původní název kibucu zněl až do roku 1955 הגוברים - ha-Govrim.
Během 50. a 60. let 20. století čelila vesnice opakovanému ostřelování z Golanských výšin, tehdy ovládaných Syřany. Koncem prosince 1957 se ozbrojené incidenty podél izraelsko-syrské hranice vyostřily. Při syrské palbě byl tehdy zabit jeden člen kibucu Gadot. Počátkem roku 1967 Syřané v reakci na předchozí sestřelení 6 svých letadel MiG-21 zahájili systematické ostřelování příhraničních izraelských vesnic, přičemž kibuc Gadot utrpěl při tomto ostřelování opakované škody na majetku. Násilí ustalo až po Šestidenní válce v červnu 1967, kdy byly Golany dobyty Izraelem. Teprve roku 1970 překročil počet obyvatel Gadot hranici 100 lidí.
V Gadot fungují zařízení předškolní péče. Základní a vyšší školství jsou k dispozici v okolních větších obcích. V kibucu je obchod, poštovní úřad, plavecký bazén a sportovní areály, společenské centrum.
Ekonomika obce je zčásti založena na zemědělství. Funguje zde také firma na výrobu plastu. Kibuc prošel jen mírnou privatizací a udržuje si nadále vysoký stupeň kolektivního hospodaření.

## Demografie
Obyvatelstvo Gadot je většinově sekulární. Podle údajů z roku 2014 tvořili naprostou většinu obyvatel Gadot Židé - cca 300 osob (včetně statistické kategorie "ostatní", která zahrnuje nearabské obyvatele židovského původu ale bez formální příslušnosti k židovskému náboženství, 400 osob).
Jde o menší sídlo vesnického typu se stagnující populací. K 31. prosinci 2014 zde žilo 397 lidí. Během roku 2014 stoupla populace o 3,7 %.
| Rok            | 1961 | 1972 | 1983 | 1995 | 2001 | 2003 | 2004 | 2005 | 2006 | 2007 | 2008 | 2009 | 2010 | 2011 | 2012 | 2013 | 2014 |
| -------------- | ---- | ---- | ---- | ---- | ---- | ---- | ---- | ---- | ---- | ---- | ---- | ---- | ---- | ---- | ---- | ---- | ---- |
| Počet obyvatel | 174  | 282  | 399  | 374  | 358  | 364  | 371  | 371  | 381  | 393  | 377  | 394  | 395  | 383  | 392  | 383  | 397  |